# Robert de Montesquiou
Robert de Montesquiou Marie Joseph Robert Anatole, hrabě de Montesquiou-Fézensac (7. března 1855, Paříž, Francie - 11. prosince 1921, Menton, Francie) byl francouzský estét, básník symbolista, sběratel umění a dandy. Je považován za inspiraci pro postavu Jean des Esseintes tak pro jeho postavu Jorise-Karla Huysmanse v románu Naruby vydaném v roce 1884. Inspirací byl i pro postavu barona de Charluse v románu Marcela Prousta Hledání ztraceného času. Získal také bronzovou medaili v jezdecké disciplíně na Letních olympijských hrách v roce 1900.

## Životopis
Robert de Montesquiou byl potomkem francouzské rodiny Montesquiou-Fézensac. Jeho dědeček z otcovy strany byl hrabě Anatole de Montesquiou-Fézensac (1788–1878), pobočník Napoleona a nositel Řádu čestné legie; jeho otec byl Anatoleův třetí syn, Thierry, který se v roce 1841 oženil s osiřelou Pauline Durouxovou. Thierry koupil panství Charnizay, postavil zámek v Paříži a byl zvolen viceprezidentem Jockey Clubu. Byl to úspěšný makléř, který zanechal značné jmění. Robert byl poslední z dětí svých rodičů, po bratrech Gontranovi a Aymeryovi a sestře Élise. Jeho sestřenice, Elisabeth, hraběnka Greffulhe (1860–1952), byla jednou z předloh Marcela Prousta pro vévodkyni z Guermantes v jeho Hledání ztraceného času.
Montesquiou měl silný vliv na Émila Galléa (1846–1904), sklářského umělce, s nímž spolupracoval, od něhož koupil významná díla a od kterého obdržel stovky obdivných dopisů. Napsal také verše nalezené ve sborových částech Gabriela Faurého Pavana.
Portrét Uspořádání v černé a zlaté barvě: Comte Robert de Montesquiou-Fezensac (Arrangement in Black and Gold: Comte Robert de Montesquiou-Fezensac) namaloval v letech 1891–92 Montesquiouův blízký přítel a model mnoha jeho výstředních manýrů James Whistler. Francouzský umělec Antonio de La Gandara (1861–1917) vytvořil několik portrétů Montesquioua.
Jeden autor poskytl následující slovní portrét Montesquiou: „Vysoký, černovlasý, s císařským knírem, kdákal a křičel v podivných postojích, chichotal se ve vysokém sopránu a schovával své černé zuby za ruku v rukavici - absolutní pozér. Jeho homosexuálita byla stavěna na odiv, ale ve skutečnosti mohl žít cudný život. Neměl žádné vztahy se ženami, i když v roce 1876 údajně jednou spal s velkou herečkou Sarah Bernhardtovou, po té prý zvracel dvacet čtyři hodin. (I po té zůstali skvělými přáteli.) “

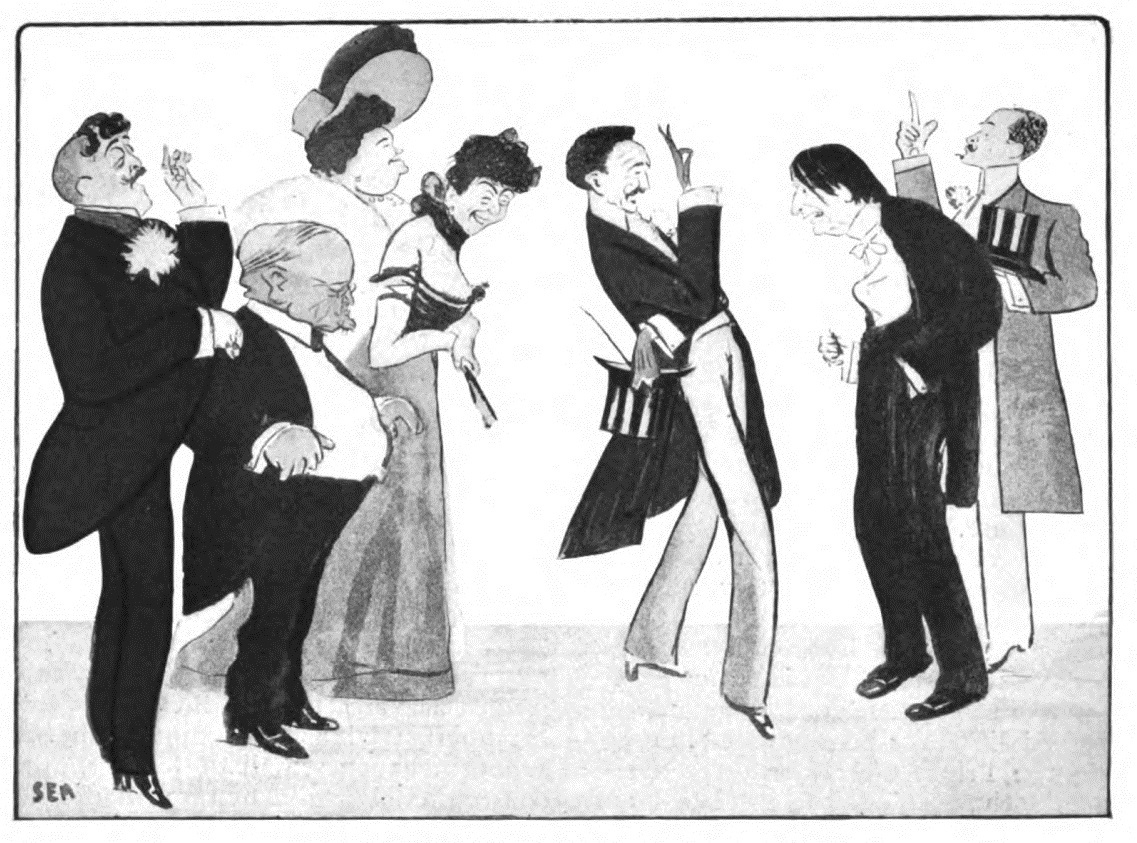
Dojmy z večera z Montesquiem

Montesquiou byl velmi přátelský a spolupracoval s mnoha celebritami období fin de siècle, včetně Alphonse Daudeta (1840–1897), Edmond de Goncourt (1822–1896), Eleonora Duse (1858–1924), Sarah Bernhardtová (1844–1923), Gabriele d'Annunzio (1863–1938), Anna de Noailles (1876–1933), Marthe Bibesco (1886–1973), Luisa Casati (1881–1957), Maurice Barrès (1862–1923) a Franca Florio.
Montesquiou měl mnoho ženských kamarádek ze šlechtických kruhů, přednost však dával společnosti veselých a atraktivních mladých mužů. V roce 1885 navázal blízký dlouhodobý vztah s Gabrielem Yturrim (12. března 1860 - 6. července 1905), pohledným jihoamerickým přistěhovalcem z argentinského Tucumánu, který se stal jeho tajemníkem, společníkem a milencem. Poté, co Yturri zemřel na cukrovku, jej v roce 1908 nahradil jako sekretář Henri Pinard, který nakonec zdědil zmenšeného jmění Montesquiou. Montesquiou a Yturri jsou pohřbeni vedle sebe v Cimetière des Gonards ve Versailles ve Île-de-France ve Francii.
Chronologii Montesquiouova života lze najít na webových stránkách University of Napierville v Quebecu.

## Dílo
Montesquiouova poezie byla nazývána nepřeložitelnou a kritici ji v té době nepřijímali dobře.

### Poezie
text k tomuto článku existuje na adrese: French Wikisource
- Les Chauves-Souris, Clairs obscurs (Richard, édition privée : 1892, édition commercialisée : 1893 ; illustrated by Madeleine Lemaire, James McNeill Whistler and Antonio de La Gandara).
- Le Chef des odeurs suaves, Floréal extrait (Richard, 1893)
- Le Parcours du rêve au souvenir (Charpentier et Fasquelle, 1895)
- Les Hortensias bleus (Charpentier et Fasquelle, 1896)
- Les Perles rouges : 93 sonnets historiques (Charpentier et Fasquelle, 1899)
- Les Paons (Charpentier et Fasquelle, 1901)
- Prières de tous : Huit dizaines d'un chapelet rythmique (Maison du Livre, 1902)
- Calendrier Robert de Montesquiou pour 1903
- Calendrier Robert de Montesquiou 1904
- Passiflora (L'Abbaye, 1907)
- Les Paroles diaprées, cent dédicaces (Richard, 1910)
- Les Paroles diaprées, nouvelle série de dédicaces (Richard, 1912)
- Les Offrandes blessées : elégies guerrières (Sansot, 1915)
- Nouvelles Offrandes blessées (Maison du Livre, 1915)
- Offrande coloniale (1915)
- Sabliers et lacrymatoires : elégies guerrières et humaines (Sansot, 1917)
- Un moment du pleur éternel : offrandes innommées (Sansot, 1919)
- Les Quarante bergères : Portraits satiriques..., avec a frontispiece de Aubrey Beardsley (Librairie de France, 1925)

### Eseje
- Félicité : étude sur la poësie de Marceline Desbordes-Valmore, suivie d'un essai de classification de ses motifs d'inspiration (Lemerre, 1894)
- Roseaux pensants (Charpentier et Fasquelle, 1897)
- Apollon aux lanternes (Albert Lanier, 1898)
- Autels privilégiés (Charpentier et Fasquelle, 1898)
- Alice et Aline, une peinture de Chassériau (Charpentier et Fasquelle, 1898)
- Musée rétrospectif de la classe 90 ((parfumerie (matières premières, matériel, procédés et produits): a l'Exposition universelle internationale de 1900, a Paris), Belin Frères, 1900)
- Alfred Stevens (1823–1906) (extrait de la Gazette des Beaux-Arts, 1900)
- Pays de aromates (Floury, 1900)
- L'Inextricable graveur : Rodolphe Bresdin (Richard, 1904)
- Professionnelles beautés (Juven, 1905)
- Altesses sérénissimes (Juven, 1907)
- Assemblée de notables (Juven, 1908)
- Saints d'Israël (Maison du livre, 1910)
- Brelan de dames : essai d'après trois femmes auteurs (Fontemoing et Cie, 1912)
- Têtes d'expression (Emile-Paul Frères, 1912)
- Paul Helleu, peintre et graveur (Floury, 1913)
- Têtes Couronnées (Sansot, 1916)
- Majeurs et mineurs (Sansot, 1917)
- Diptyque de Flandre, Triptyque de France (Sansot, 1921)
- Les Délices de Capharnaüm (Émile-Paul Frères, 1921)
- Elus et Appelés (Émile-Paul Frères, 1921)
- Le Mort remontant (Émile-Paul Frères, 1922)

### Novely
- La Petite mademoiselle (Albin-Michel, 1911)
- La Trépidation (Emile-Paul Frères, 1922)

### Biografie
- Le Chancelier de fleurs : douze stations d'amitié (Maison du livre, 1907)
- La Divine Comtesse : Étude d'après Madame de Castiglione (Virginia Oldoini) (Goupil, 1913)
- L'Agonie de Paul Verlaine, 1890-1896 (M. Escoffier, 1923)

### Divadlo
- Mikhaïl, Mystère en quatre scènes, en verses (d'après Tolstói) (1901)

### Memoáry
- Les Pas effacés, 3 vol. (Émile-Paul Frères, 1923; réed. Editions du Sandre, 3 vol)